# Tournon-Saint-Martin
Tournon-Saint-Martin är en kommun i departementet Indre i regionen Centre-Val de Loire i de centrala delarna av Frankrike. Kommunen ligger i kantonen Tournon-Saint-Martin som tillhör arrondissementet Le Blanc. År 2022 hade Tournon-Saint-Martin 1 120 invånare.

## Befolkningsutveckling
Antalet invånare i kommunen Tournon-Saint-Martin
Referens:INSEE